# آلمولونگا
آتشفشان آلمولونگا یا ولکان دِ آلمولونگا (به اسپانیایی: Volcán de Almolonga) آتشفشانی چینه‌ای به ارتفاع ۳۱۹۷ متر واقع در گواتمالا در آمریکای مرکزی است.

## مشخصات
آلمولونگا آتشفشانی آندزیتی با کاسه‌ای آتشفشانی به قطر ۳٫۳ کیلومتر متعلق به اواخر دورهٔ پلیستوسن است که در امتداد گسل زونیل قرار دارد. گنبدهای گدازه ریولیتی و داسیتی همچون حلقه‌ای این کاسهٔ آتشفشانی را احاطه کرده‌اند که از میان آنها، گنبد گدازه‌ای موسوم به سِرو کوئمادو  (به معنای قلهٔ سوخته) جوانترین و از نظر تاریخی تنها گنبد فعال آتشفشان آلمولونگا است. سرو کوئمادو دقیقاً در جنوب کوئسالتنانگو که دومین شهر بزرگ گواتمالا است قرار دارد.
چشمه‌های آب گرم در دامنه‌های شمالی و جنوبی سرو کوئمادو یافت می‌شوند و میدان زمین‌گرمایی زونیل در دیوارهٔ جنوب شرقی آن قرار دارد.
آخرین فوران آلمولونگا در سال ۱۸۱۸ روی داده است.